# Cyclosorus calvescens
Cyclosorus calvescens är en kärrbräkenväxtart som beskrevs av Ren-Chang Ching. Cyclosorus calvescens ingår i släktet Cyclosorus och familjen Thelypteridaceae. Inga underarter finns listade.